# Club Havana
Club Havana is een Amerikaanse dramafilm uit 1945 onder regie van Edgar G. Ulmer.

## Verhaal
Zes koppels gaan een avondje uit in de mondaine Club Havana. In hun midden bevinden zich onder meer de zwaar suïcidale Rosalind, de onervaren arts Bill Porter, de rokkenjager Johnny Norton en de weldoener Willy Kingston. Op die noodlottige avond blijkt er een moord te zijn gepleegd in de club.

## Rolverdeling
| Acteur           | Personage         |
| ---------------- | ----------------- |
| Tom Neal         | Bill Porter       |
| Margaret Lindsay | Rosalind          |
| Donald Douglas   | Johnny Norton     |
| Lita Baron       | Isabelita         |
| Dorothy Morris   | Lucy              |
| Renie Riano      | Mevrouw Cavendish |
| Ernest Truex     | Willy Kingston    |
| Gertrude Michael | Hetty             |
| Eric Sinclair    | Jimmy Medford     |
| Paul Cavanagh    | Rogers            |
| Marc Lawrence    | Joe Reed          |
| Pedro de Cordoba | Charles           |
| Sonia Sorel      | Myrtle            |
| Carlos Molina    | Carlos Molina     |